# Lista odcinków serialu Motyw
Poniżej znajduje się lista odcinków serialu telewizyjnego Motyw – emitowanego przez kanadyjską stację telewizyjną CTV od 3 lutego 2013 roku do 30 sierpnia 2016 roku Łącznie powstały 4 serie, które składają się z 52 odcinków. W Polsce serial jest emitowany na antenie TV Puls od 1 września 2015 roku.
| Sezon | Sezon | Odcinki | Oryginalna emisja | Oryginalna emisja | Oryginalna emisja | Oryginalna emisja | Oryginalna emisja |
| Sezon | Sezon | Odcinki | Premiera sezonu   | Finał sezonu      | Premiera sezonu   | Finał sezonu      |                   |
| ----- | ----- | ------- | ----------------- | ----------------- | ----------------- | ----------------- | ----------------- |
|       | 1     | 13      | 3 lutego 2013     | 20 maja 2013      | 1 września 2015   | 17 listopada 2015 |                   |
|       | 2     | 13      | 6 marca 2014      | 29 maja 2014      | nieemitowany      | nieemitowany      |                   |
|       | 3     | 13      | 8 marca 2015      | 31 maja 2015      | nieemitowany      | nieemitowany      |                   |
|       | 4     | 13      | 22 marca 2016     | 30 sierpnia 2016  | nieemitowany      | nieemitowany      |                   |

## Sezon 1 (2013)
| Nr | #  | Tytuł                | Reżyseria            | Scenariusz        | Premiera (CTV)   | Premiera (TV Puls)   |
| -- | -- | -------------------- | -------------------- | ----------------- | ---------------- | -------------------- |
| 1  | 1  | Creeping Tom         | Bronwen Hughes       | Daniel Cerone     | 3 lutego 2013    | 1 września 2015      |
| 2  | 2  | Crimes of Passion    | David Frazee         | Dennis Heaton     | 10 lutego 2013   | 8 września 2015      |
| 3  | 3  | Pushover             | Charles Martin Smith | Wil Zmak          | 17 lutego 2013   | 15 września 2015     |
| 4  | 4  | Against All Odds     | Bronwen Hughes       | James Thorpe      | 3 marca 2013     | 22 września 2015     |
| 5  | 5  | Public Enemy         | Sturla Gunnarsson    | Katherine Collins | 10 marca 2013    | 22 września 2015     |
| 6  | 6  | Detour               | Andy Mikita          | Dennis Heaton     | 14 marca 2013    | 29 września 2015     |
| 7  | 7  | Out of the Past      | Kelly Makin          | Daegan Fryklind   | 21 marca 2013    | 6 października 2015  |
| 8  | 8  | Undertow             | Sturla Gunnarsson    | Daegan Fryklind   | 28 marca 2013    | 13 października 2015 |
| 9  | 9  | Framed               | David Frazee         | James Thorpe      | 4 kwietnia 2013  | 20 października 2015 |
| 10 | 10 | Fallen Angel         | Andy Mikita          | Wil Zmak          | 25 kwietnia 2013 | 27 października 2015 |
| 11 | 11 | Brute Force          | Charles Martin Smith | Dennis Heaton     | 2 maja 2013      | 3 listopada 2015     |
| 12 | 12 | Ruthless             | Stefan Pleszczynski  | Katherine Collins | 9 maja 2013      | 10 listopada 2015    |
| 13 | 13 | The One Who Got Away | David Frazee         | James Thorpe      | 16 maja 2013     | 17 listopada 2015    |

## Sezon 2 (2014)
8 maja 2013 roku, stacja CTV zamówiła 2 sezon
| Nr | #  | Tytuł                   | Reżyseria           | Scenariusz                   | Premiera (CTV)   |
| -- | -- | ----------------------- | ------------------- | ---------------------------- | ---------------- |
| 14 | 1  | Raw Deal                | David Frazee        | Dennis Heaton                | 6 marca 2014     |
| 15 | 2  | They Made Me a Criminal | Sturla Gunnarsson   | Sarah Dodd                   | 13 marca 2014    |
| 16 | 3  | Overboard               | Mairzee Almas       | Katherine Collins            | 20 marca 2014    |
| 17 | 4  | Deception               | David Frazee        | James Thorpe                 | 27 marca 2014    |
| 18 | 5  | Dead End                | Andy Mikita         | Derek Schreyer               | 3 kwietnia 2014  |
| 19 | 6  | Bad Blonde              | Sturla Gunnarsson   | Dennis Heaton                | 10 kwietnia 2014 |
| 20 | 7  | Pitfall                 | Fred Gerber         | Katherine Collins            | 17 kwietnia 2014 |
| 21 | 8  | Angels with Dirty Faces | Andy Mikita         | Daegan Frykland              | 24 kwietnia 2014 |
| 22 | 9  | Abandoned               | TJ Scott            | Wil Zmak                     | 1 maja 2014      |
| 23 | 10 | Nobody Lives Forever    | Jeremiah Chechik    | James Thorpe                 | 8 maja 2014      |
| 24 | 11 | A Bullet for Joey       | Andy Mikita         | Paul Redford                 | 15 maja 2014     |
| 25 | 12 | Kiss of Death           | Sturla Gunnarsson   | Dennis Heaton & Thomas Pound | 22 maja 2014     |
| 26 | 13 | For You I Die           | Stefan Pleszczynski | James Thorpe                 | 29 maja 2014     |

## Sezon 3 (2015)
22 maja 2014 roku, stacja CTV przedłużyła Motive  o 3 sezon serialu
| Nr | #  | Tytuł                | Reżyseria           | Scenariusz                              | Premiera (CTV)   |
| -- | -- | -------------------- | ------------------- | --------------------------------------- | ---------------- |
| 27 | 1  | 6 Months Later       | David Frazee        | Dennis Heaton                           | 8 marca 2015     |
| 28 | 2  | Calling the Shots    | Sturla Gunnarsson   | Sarah Dodd                              | 15 marca 2015    |
| 29 | 3  | Oblivion             | Jeremiah S. Chechik | Thomas Pound, Karen Hill, Julie Puckrin | 22 marca 2015    |
| 30 | 4  | The Glass House      | David Frazee        | Thomas Pound                            | 29 marca 2015    |
| 31 | 5  | The Suicide Tree     | Sturla Gunnarsson   | Matt MacLennan                          | 5 kwietnia 2015  |
| 32 | 6  | Fallen               | Bronwen Hughes      | Julie Puckrin                           | 12 kwietnia 2015 |
| 33 | 7  | Pilot Error          | Stefan Pleszczynski | Sarah Dodd                              | 19 kwietnia 2015 |
| 34 | 8  | Reversal of Fortune  | Sturla Gunnarsson   | Damon Vignale                           | 26 kwietnia 2015 |
| 35 | 9  | Best Enemies         | Andy Mikita         | Thomas Pound, Karen Hill                | 3 maja 2015      |
| 36 | 10 | Purgatory            | Allan Kroeker       | Matt MacLennan                          | 10 maja 2015     |
| 37 | 11 | The Amateurs         | Stefan Pleszczynski | Dennis Heaton                           | 24 maja 2015     |
| 38 | 12 | Frampton Comes Alive | Mathias Herndl      | Damon Vignale                           | 31 maja 2015     |
| 39 | 13 | A Problem Like Maria | Andy Mikita         | Sarah Dodd Dennis Heaton                | 7 czerwca 2015   |

## Sezon 4 (2016)
| Nr | #  | Tytuł                      | Reżyseria            | Scenariusz                | Premiera (CTV)   | Premiera (TV Puls) |
| -- | -- | -------------------------- | -------------------- | ------------------------- | ---------------- | ------------------ |
| 40 | 1  | The Vanishing Policeman    | Andy Mikita          | Sarah Dodd, Dennis Heaton | 22 marca 2016    |                    |
| 41 | 2  | The Dead Name              | Kristin Lehman       | Sarah Dodd, Dennis Heaton | 29 marca 2016    |                    |
| 42 | 3  | Index Case                 | Charles Martin Smith | Matt MacLennan            | 5 kwietnia 2016  |                    |
| 43 | 4  | The Score                  | Mathias Herndl       | Damon Vignale             | 12 kwietnia 2016 |                    |
| 44 | 5  | The Scorpion and the Frog  | Andy Mikita          | Jennica Harper            | 19 kwietnia 2016 |                    |
| 45 | 6  | Interference               | Sturla Gunnarsson    | Julie Puckrin             | 26 kwietnia 2016 |                    |
| 46 | 7  | The Dead Hand              | David Frazee         | Dennis Heaton             | 5 lipca 2016     |                    |
| 47 | 8  | Foreign Relations          | Andy Mikita          | Sarah Dodd                | 12 lipca 2016    |                    |
| 48 | 9  | Remains To Be Seen         | Sturla Gunnarsson    | Matt MacLennan            | 19 lipca 2016    |                    |
| 49 | 10 | In Plain Sight             | Andy Mikita          | Damon Vignale             | 26 lipca 2016    |                    |
| 50 | 11 | Natural Selection          | Mathias Herndl       | Jennica Harper            | 2 sierpnia 2016  |                    |
| 51 | 12 | Chronology of Pain         | Rachel Leiterman     | Julie Puckrin             | 23 sierpnia 2016 |                    |
| 52 | 13 | We'll Always Have Homicide | Andy Mikita          | Sarah Dodd, Dennis Heaton | 30 sierpnia 2016 |                    |